# Мшена
Мшена — река в Тверской области России.
Протекает по территории Осташковского района. Вытекает из Щучьего озера у одноимённой деревни, впадает в реку Черемуху (Серемуху) в 8 км от её устья по левому берегу. Длина реки составляет 15 км, площадь водосборного бассейна — 49,1 км².
Вдоль течения реки расположены населённые пункты Щучьенского и Мошенского сельских поселений — деревни Заозерье, Большое Веретье и Мошенка.

## Данные водного реестра
По данным государственного водного реестра России относится к Верхневолжскому бассейновому округу, водохозяйственный участок реки — Волга от Верхневолжского бейшлота до города Зубцов, без реки Вазуза от истока до Зубцовского гидроузла, речной подбассейн реки — бассейны притоков (Верхней) Волги до Рыбинского водохранилища. Речной бассейн реки — (Верхняя) Волга до Куйбышевского водохранилища (без бассейна Оки).
Код объекта в государственном водном реестре — 08010100412110000000441.